# Liste der Baudenkmale in Uetze
Die Liste der Baudenkmale in Uetze enthält alle Baudenkmale der niedersächsischen Gemeinde Uetze und deren Ortsteile Altmerdingsen, Dedenhausen, Dollbergen, Eltze, Hänigsen, Katensen, Obershagen und Schwüblingsen. Der Stand der Liste ist das Jahr 2005.

## Altmerdingsen

### Gruppe: Hofanlage Schilfbruchstraße 3
Die Gruppe „Hofanlage Schilfbruchstraße 3“ besteht aus einem ehemaligen Vollhof hat die ID 31078222.

| Lage                                             | Bezeichnung              | Beschreibung | ID       | Bild |
| ------------------------------------------------ | ------------------------ | --- | -------- | ---- |
| Schilfbruchstraße 3 52° 27′ 54″ N, 10° 7′ 45″ O  | Wohn-/Wirtschaftsgebäude | Das Vierständer-Hallenhaus von 1754 mit einem zweigeschossigen Wohnteil steht unter einem Halbwalmdach. Der Wirtschaftsgiebel kragt zweifach vor.                                 | 31160847 | BW   |
| Schilfbruchstraße 3 52° 27′ 54″ N, 10° 7′ 46″ O  | Wirtschaftsgebäude       | Das Wirtschaftsgebäude wurde im 19. Jahrhundert errichtet und steht unter einem abgeschleppten Satteldach.                                                                        | 31160892 | BW   |
| Schilfbruchstraße 3 52° 27′ 55″ N, 10° 7′ 43″ O  | Backhaus                 | Das eingeschossige Fachwerkgebäude aus dem 19. Jahrhundert steht unter einem Satteldach.                                                                                          | 31160872 | BW   |
| Schilfbruchstraße 3 52° 27′ 52″ N, 10° 7′ 46″ O  | Baumbestand              | Die südlich des Hauptgebäudes gelegene Grünfläche ist mit einem alten Eichenbestand umgeben.                                                                                      | 31160946 | BW   |
| Schilfbruchstraße 3A 52° 27′ 54″ N, 10° 7′ 45″ O | Wohnhaus                 | Das Altenteilergebäude wurde im 19. Jahrhundert als Fachwerkgebäude errichtet und 2021 mit Genehmigung abgebrochen. Das Gebäude wurde dann aus dem Denkmalverzeichnis gestrichen. | 31160910 | BW   |

## Dedenhausen

### Gruppe: Ehemalige Kirchenburg Dedenhausen
Die Gruppe „Ehemalige Kirchenburg Dedenhausen“ besteht aus den Resten der Ringwallanlage der Kirchenburg St. Urban mit Glockenturm und Kirchhof, Schule und Gefallenendenkmal. Die Gruppe hat die ID 31078233.

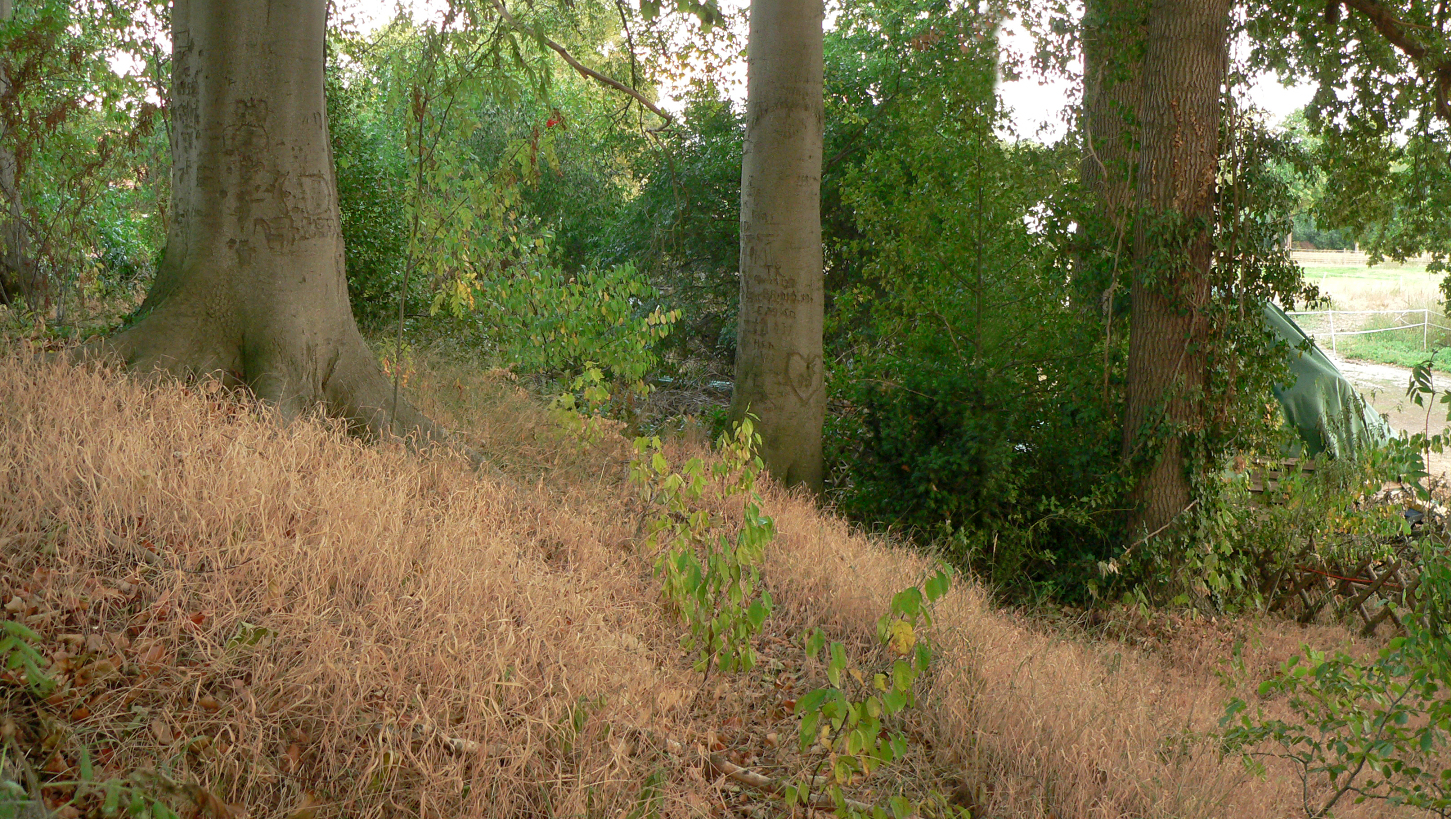
Wallaußenseite des Ringwalls

| Lage                                            | Bezeichnung       | Beschreibung | ID       | Bild           |
| ----------------------------------------------- | ----------------- | --- | -------- | -------------- |
| Unter den Eichen 7 52° 25′ 57″ N, 10° 13′ 29″ O | Schule            | Die ehemalige Dorfschule wurde 1857 erbaut. | 31161002 | BW             |
| Unter den Eichen 9 52° 25′ 56″ N, 10° 13′ 28″ O | Kirche            | Die Kirche St. Urban wurde 1703 als Saalbau errichtet. Der Turm wurde 1952 erbaut. Im Inneren befindet sich eine Taufe in Kelchform aus dem 14. Jahrhundert. Hinter dem Chor befindet sich ein Glockenturm aus Holz, dieser wurde 1838 erbaut. | 31161060 | Weitere Bilder |
| Unter den Eichen 9 52° 25′ 56″ N, 10° 13′ 26″ O | Kirchhof          | Die Grünfläche mit den Grabsteinen wurde 1909 um Rasenflächen erweitert. | 31161100 | BW             |
| Unter den Eichen 9 52° 25′ 56″ N, 10° 13′ 29″ O | Turm              | Der Glockenturm aus Holz steht unter einem Pagodendach und wurde 1838 nach Entwürfen von Ludwig Hellner errichtet. | 31161080 |                |
| Unter den Eichen 9 52° 25′ 56″ N, 10° 13′ 27″ O | Gefallenendenkmal | Das Gefallenendenkmal wurde 1922 aus mehreren Pfeilern vor einer Lebensbaumreihe für die Gefallenen des Ersten Weltkrieges errichtet. Auf der Mauer wurden später Inschriftentafeln mit den Gefallenen des Zweiten Weltkrieges ergänzt.        | 31160982 |                |

### Einzeldenkmal
| Lage                                                 | Bezeichnung | Beschreibung | ID       | Bild |
| ---------------------------------------------------- | ----------- | --- | -------- | ---- |
| Zur Wolfsforder Mühle 2 52° 25′ 47″ N, 10° 12′ 32″ O | Mühle       | Die zweigeschossige Wassermühle aus Fachwerk wurde an der Fuhse um 1850 unter einem Satteldach errichtet und um 1900 um ein eingeschossige Wohnhaus unter einem Satteldach erweitert. Die Mühlentechnik ist erhalten. | 31163564 | BW   |

## Dollbergen

### Gruppe: Gedenkstätte Pappelweg
Die Gruppe „Gedenkstätte Pappelweg“ umfasst die Grünfläche des früheren Friedhofs mit den Gefallenendenkmalen. Die Gruppe hat die ID 31078253.

| Lage                                  | Bezeichnung    | Beschreibung | ID       | Bild |
| ------------------------------------- | -------------- | --- | -------- | ---- |
| Pappelweg 52° 24′ 26″ N, 10° 11′ 9″ O | Kriegerdenkmal | Auf der Grünfläche wurde das Kriegerdenkmal als voluminöse Quaderstele zur Erinnerung an die Gefallenen des Ersten und Zweiten Weltkrieges errichtet. | 31161241 | BW   |
| Pappelweg 52° 24′ 26″ N, 10° 11′ 8″ O | Grabsteine     | Auf der Grünfläche sind noch fünf Grabsteine des ehemaligen Friedhofs vorhanden.                                                                      | 31163682 | BW   |

### Einzelbaudenkmale
| Lage                                            | Bezeichnung              | Beschreibung | ID       | Bild           |
| ----------------------------------------------- | ------------------------ | --- | -------- | -------------- |
| Alte Dorfstraße 21 52° 24′ 19″ N, 10° 10′ 46″ O | Schule                   | 1950 wurde die eingeschossige Behelfsschule unter einem Satteldach errichtet. | 44287888 | BW             |
| Alte Dorfstraße 41 52° 24′ 17″ N, 10° 10′ 57″ O | Wohn-/Wirtschaftsgebäude | Das Zweiständer-Hallenhaus wurde um 1800 unter einem Krüppelwalmdach und unter einem alten Eichenbestand errichtet.                                                                  | 31161136 | BW             |
| Alte Dorfstraße 41 52° 24′ 17″ N, 10° 10′ 58″ O | Scheune                  | Die Fachwerkscheune mit Längsdurchfahrt wurde 1660 unter einem Halbwalmdach errichtet.                                                                                               | 31161153 | BW             |
| Bahnhofstraße 16 52° 24′ 25″ N, 10° 10′ 27″ O   | Windmühle                | Die Mühle stammt im Ursprung aus Ohlenrode, einem Ortsteil der Gemeinde Freden (Leine) im Landkreis Alfeld, heute Landkreis Hildesheim.                                              | 31161207 | Weitere Bilder |
| Kapellenweg 52° 24′ 22″ N, 10° 11′ 9″ O         | Kapelle                  | Die Fachwerkkapelle wurde 1783 erbaut. Der Saal steht unter einem Satteldach mit einem Dachreiter. Die Erlöserkirche wurde 1959 und 1983 saniert. 1989 wurde eine Sakristei ergänzt. | 31161224 |                |

## Eltze

### Gruppe: Kirchenanlage Eltze
Die Gruppe „Kierchenanlage Eltze“ besteht aus dem Kirchhof mit der Kirche, dem Kriegerdenkmal und der Gedenkstein. Die Gruppe hat die ID 31078264.

| Lage                                       | Bezeichnung    | Beschreibung | ID       | Bild           |
| ------------------------------------------ | -------------- | --- | -------- | -------------- |
| Kirchwinkel 5 52° 27′ 20″ N, 10° 15′ 49″ O | Kirche         | Die evangelisch-lutherische Bruchsteinkirche wurde als Saalbau 1748 bis 1749 mit einem Turmaufsatz erbaut. Die barocke Ausstattung ist weitgehend erhalten. Die Orgel datiert auf 1915.              | 31161279 | Weitere Bilder |
| Kirchwinkel 5 52° 27′ 19″ N, 10° 15′ 50″ O | Kirchhof       | Der Kirchhof zeigt einen alten Baumbestand und vier Grabstellen des 19. Jahrhunderts. Der Kirchhof ist zur Straße eingefriedet. Der Zugang erfolgte durch eine steinerne Pforte.                     | 31161319 | BW             |
| Kirchwinkel 52° 27′ 19″ N, 10° 15′ 49″ O   | Kriegerdenkmal | Unter den Eichen des Kirchhofs befindet sich ein Pylon, um den sich halbkreisförmig mehrere Gedenksteine gruppieren. Das Denkmal ist massiv umfriedet. Angelegt wurde das Gefallenendenkmal um 1922. | 31161299 | BW             |
| Kirchwinkel 52° 27′ 19″ N, 10° 15′ 48″ O   | Gedenkstein    | Die Gedenksteine aus Sandstein (aus dem 19. Jahrhundert?) stehen fast parallel zur Straße auf dem Kirchhof.                                                                                          | 31161337 | BW             |

### Baudenkmale (Einzeln)
| Lage                                                   | Bezeichnung              | Beschreibung | ID       | Bild           |
| ------------------------------------------------------ | ------------------------ | --- | -------- | -------------- |
| Am Heerberge 5 52° 27′ 13″ N, 10° 15′ 52″ O            | Wohn-/Wirtschaftsgebäude | Das Vierständer-Hallenhaus wurde um 1790 unter einem Halbwalmdach umgeben von mehreren über 100 Jahre alten Eichen errichtet.                                     | 31161262 | BW             |
| Peiner Straße 41 52° 27′ 24″ N, 10° 15′ 58″ O          | Wohn-/Wirtschaftsgebäude | Das Vierständer-Hallenhaus wurde im 19. Jahrhundert unter einem Krüppelwalmdach errichtet.                                                                        | 31161355 | BW             |
| Zur Eltzer Mühle 12 52° 27′ 35″ N, 10° 14′ 58″ O       | Mühle                    | Im Jahre 1420 wird hier eine Wassermühle urkundlich erwähnt. Die zweigeschossige Fachwerkmühle wurde etwa 1830/1840 errichtet. Das Wasserrad wurde 1991 erneuert. | 31161372 | Weitere Bilder |
| Bundesstraße 214, km 22,5 52° 28′ 26″ N, 10° 16′ 26″ O | Meilenstein              | Der als Obelisk gestaltete Pfeiler steht an der historischen Celler-Braunschweiger Chaussee.                                                                      | 31163483 | BW             |

## Hänigsen

### Gruppe: Kirchenanlage Hänigsen
Die Gruppe „Kirchenanlage Hänigsen“ besteht aus dem Kirchhof mit der Kirche und den Gräbern und Denkmalen sowie dem Pfarrhaus. Die Gruppe hat die ID 31078285.

| Lage                                        | Bezeichnung    | Beschreibung | ID       | Bild           |
| ------------------------------------------- | -------------- | --- | -------- | -------------- |
| An der Kirche 1 52° 28′ 59″ N, 10° 5′ 44″ O | Kirche         | Die evangelische Kirche St. Petri wurde in der zweiten Hälfte des 15. Jahrhunderts aus Raseneisenstein erbaut. Der Westturm wurde später hinzugefügt. Die Vorhallen an der südlichen und nördlichen Seite wurden von 1685 bis 1687 hinzugefügt. Im Inneren befindet sich ein Altarretabel aus dem Beginn des 16. Jahrhunderts, dieser wurde 1663 umgestaltet. Die Taufe aus Sandstein wurde gegen Ende des 16. Jahrhunderts erstellt. | 31161447 | Weitere Bilder |
| An der Kirche 1 52° 29′ 0″ N, 10° 5′ 44″ O  | Kirchhof       | Der aufgelassene Kirchhof ist durch die große Rasenfläche geprägt. Grabmale finden sich an der Kirche selbst. | 31161469 | BW             |
| An der Kirche 2 52° 29′ 0″ N, 10° 5′ 44″ O  | Wohnhaus       | Das anderthalbgeschossige Fachwerkgebäude wurde als Pfarrhaus 1823 bis 1824 unter einem Mansarddach errichtet. Im Westen befindet sich der Pfarrgarten. | 31161505 | BW             |
| An der Kirche 1 52° 28′ 59″ N, 10° 5′ 43″ O | Kriegerdenkmal | Eine um 1920 errichtete Steinpyramide mit aufgesetztem Tatzenkreuz erinnert an die Gefallenen des Ersten Weltkrieges. Links und rechts davon wurden 1958 Reliefstelen für die Gefallenen ds Zweiten Weltkrieges und die Opfer der Flucht aufgestellt. | 31161427 | BW             |
| An der Kirche 1 52° 29′ 0″ N, 10° 5′ 45″ O  | Gedenkstein    | An der Mauer an der Kirche eingelassener Gedenkstein für ein 1674 verstorbenes Kind. | 31161487 | BW             |

### Gruppe: Hofanlage Henighuser Straße 36/38
Die Gruppe „Hofanlage Henighuser Straße 36/38“ ist eine Hofstelle, die zu Beginn des 18. Jahrhunderts angelegt wurde. Die Gruppe hat die ID 31078306.

| Lage                                             | Bezeichnung           | Beschreibung | ID       | Bild |
| ------------------------------------------------ | --------------------- | --- | -------- | ---- |
| Henighuser Straße 38 52° 28′ 55″ N, 10° 5′ 56″ O | Wohnhaus              | Das eingeschossige Fachwerkgebäude mit Zwerchhaus wurde 1880 unter einem Drempel und einem Satteldach errichtet.                      | 31161703 |      |
| Henighuser Straße 36 52° 28′ 56″ N, 10° 5′ 55″ O | Scheune (Altenteiler) | Der Altenteiler wurde ursprünglich 1719 als Speicherscheune unter einem Krüppelwalmdach errichtet und später zu Wohnzwecken umgebaut. | 31161739 |      |
| Henighuser Straße 38 52° 28′ 55″ N, 10° 5′ 55″ O | Scheune               | Die Fachwerkscheune mit Querdurchfahrt und Stallungen wurde unter einem Halbwalmdach im 19. Jahrhundert errichtet.                    | 31161721 |      |

### Gruppe: Hofanlage Maschstraße 6/8
Die Gruppe „Hofanlage Maschstraße 6/8“ besteht aus der Hofstelle, die in der zweiten Hälfte des 19. Jahrhunderts errichtet wurde. Die Gruppe hat die ID 31078316.

| Lage                                       | Bezeichnung              | Beschreibung                                                                         | ID       | Bild |
| ------------------------------------------ | ------------------------ | ------------------------------------------------------------------------------------ | -------- | ---- |
| Maschstraße 6/8 52° 29′ 10″ N, 10° 6′ 2″ O | Wohn-/Wirtschaftsgebäude | Das Vierständer-Hallenhaus wurde 1868 unter einem Krüppelwalmdach errichtet.         | 31161794 |      |
| Maschstraße 6/8 52° 29′ 10″ N, 10° 6′ 0″ O | Scheune                  | Um 1868 wurde die Fachwerkscheune mit Stallungen unter einem Halbwalmdach errichtet. | 31161812 |      |

### Gruppe: Hofanlage Obershagener Straße 29
Die Gruppe „Hofanlage Obershagener Straße 29“ ist ein Dreiseithof, dessen Hauptgebäude transloziert wurde. Die Gruppe hat die ID 31078326.

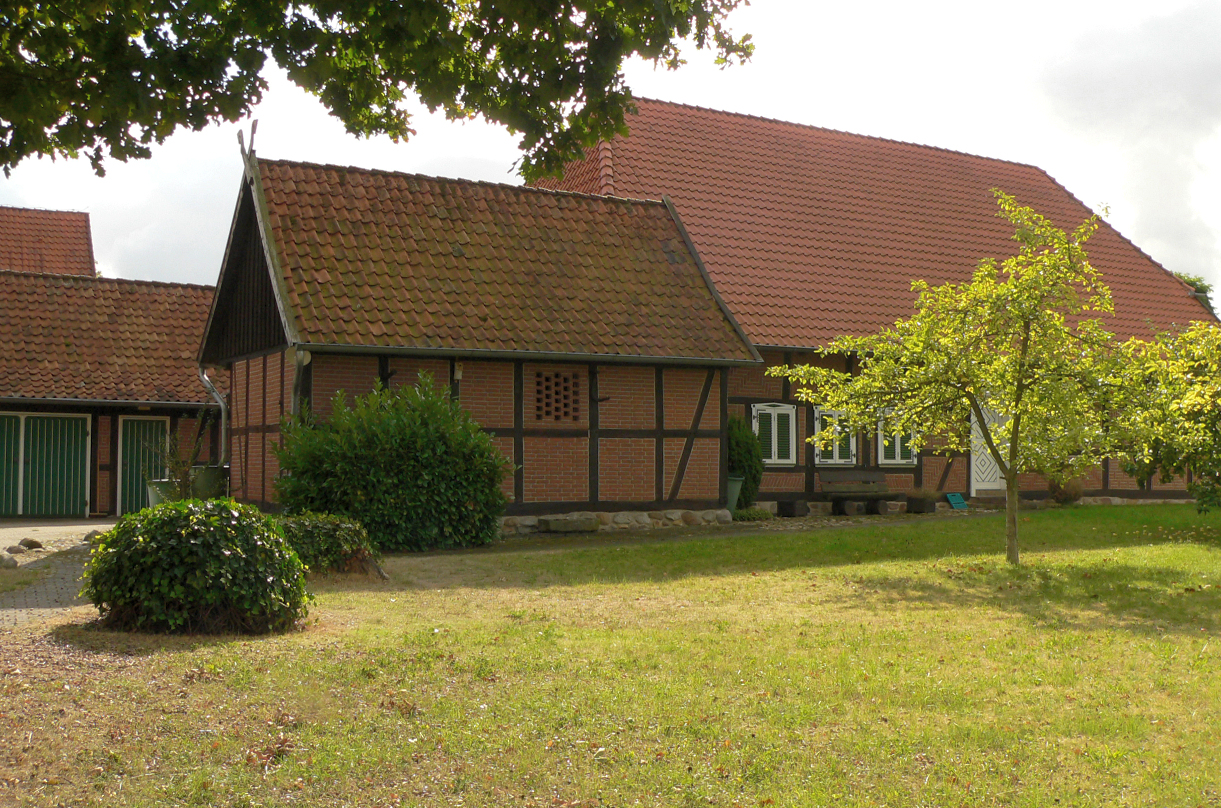
Hofanlage Obershagener Straße 29 in Hänigsen

| Lage                                               | Bezeichnung              | Beschreibung | ID       | Bild |
| -------------------------------------------------- | ------------------------ | --- | -------- | ---- |
| Obershagener Straße 29 52° 29′ 13″ N, 10° 5′ 13″ O | Wohn-/Wirtschaftsgebäude | Das Fachwerkgebäude wurde ursprünglich in Nienhagen unter einem Krüppelwalmdach errichtet und hierher transloziert. Es wurde zu einem Wohnhaus umgebaut. | 31161889 |      |
| Obershagener Straße 29 52° 29′ 13″ N, 10° 5′ 14″ O | Speicher                 | Der eingeschossige Fachwerkspeicher aus dem 19. Jahrhundert wurde unter einem Satteldach errichtet.                                                      | 31161965 |      |
| Obershagener Straße 29 52° 29′ 13″ N, 10° 5′ 14″ O | Scheune                  | Die Fachwerkscheune mit Stallungen und mehreren Quereinfahrten steht unter einem Satteldach. Sie wurde im 19. Jahrhundert errichtet.                     | 31161927 |      |

### (ehemalige) Gruppe: Hofanlage Steindamm 9
Die ehemalige Gruppe „Hofanlage Steindamm 9“ bestand aus einem Wohngebäude und einem Nebengebäude, das 2008 abgebrochen wurde. Damit wurde auch die gruppe gestrichen. Die Gruppe hatte die ID 31078337.

| Lage                                   | Bezeichnung  | Beschreibung                                                                       | ID       | Bild |
| -------------------------------------- | ------------ | ---------------------------------------------------------------------------------- | -------- | ---- |
| Steindamm 9 52° 29′ 3″ N, 10° 5′ 57″ O | Wohnhaus     | 1890 wurde das zweigeschossige Fachwerkgebäude unter einem Satteldach errichtet.   | 31162000 | BW   |
| Steindamm 9 52° 29′ 3″ N, 10° 5′ 55″ O | Nebengebäude | Das Nebengebäude wurde 2008 abgebrochen und aus dem Denkmalverzeichnis gestrichen. | 31162020 | BW   |

### Einzelbaudenkmale
| Lage                                             | Bezeichnung              | Beschreibung | ID       | Bild           |
| ------------------------------------------------ | ------------------------ | --- | -------- | -------------- |
| Am Pappaul 2/3 52° 29′ 0″ N, 10° 5′ 51″ O        | Wohn-/Wirtschaftsgebäude | Ehemalige Schule Hänigsen am alten Dorfplatz Pappaul (Bäckerteich), 1694 als Dreiständerhaus erbaut, bis 1938 im Besitz der Familie Brandes, dann Verkauf an die Gemeinde, die einen Kindergarten darin einrichtete. Von 1949 bis 1954 war das Gebäude Ausweichplatz für die Schule und Bücherei. 1950 wurde die Scheune in ein Kino umgebaut. Von 1954 bis 1963 war in dem Gebäude eine landwirtschaftliche Berufsschule, danach bis 1979 eine Sonderschule. Seit 1981 ist darin das Dorfgemeinschaftshaus und die Heimatstube. 2004 wurde Renovierungen abgeschlossen. | 31161410 |                |
| An der Kirche 3 52° 29′ 2″ N, 10° 5′ 45″ O       | Wohn-/Wirtschaftsgebäude | Das Vierständer-Hallenhaus wurde 1818 unter einem Krüppelwalmdach errichtet. | 31161543 | BW             |
| Henighuser Straße 5 52° 28′ 57″ N, 10° 5′ 53″ O  | Wohnhaus                 | Das Zweiständer-Hallenhaus wurde 1693 unter einem Halbwalmdach errichtet. | 31161577 | BW             |
| Henighuser Straße 14 52° 28′ 57″ N, 10° 5′ 44″ O | Wohn-/Wirtschaftsgebäude | Das Vierständer-Hallenhaus wurde 1754 unter einem Krüppelwalmdach errichtet. | 31161594 | BW             |
| Henighuser Straße 14 52° 28′ 58″ N, 10° 5′ 44″ O | Scheune                  | Die Fachwerkscheune mit Längsdurchfahrt wurde 1709 unter einem Drempel und unter einem Halbwalmdach errichtet. Im 19. Jahrhundert wurde ein abgeschlepptes Vorschauer ergänzt. | 31161611 | BW             |
| (Am) Kuhlenberg 52° 29′ 39″ N, 10° 5′ 27″ O      | Teerquellen              | Auf der Anhöhe Kuhlenberg befinden sich die Teerkuhlen, diese wurden bereits 1546 erwähnt. Hier wurde schon früh Erdöl gewonnen. Es wurden Bodenvertiefungen geschaffen, die mit Holz vertäfelt wurden. Öl und Wasser sammelten sich hier, das Öl wurde mehrmals am Tag abgeschöpft. Eine der Teerkuhlen ist zu Schauzwecken rekonstruiert worden. | 31161757 |                |
| Kurzer Weg 5 52° 29′ 11″ N, 10° 5′ 33″ O         | Wohn-/Wirtschaftsgebäude | 1650 wurde das Gebäude als Scheune errichtet. 1693 wurde das Gebäude hierher transloziert und als Dreiständer-Hallenhaus umgebaut. Es steht unter einem Krüppelwalmdach. | 31161777 | BW             |
| Maschstraße 9 52° 29′ 14″ N, 10° 5′ 56″ O        | Wohn-/Wirtschaftsgebäude | 1784 wurde das Vierständer-Hallenhaus unter einem Satteldach errichtet. | 31161830 | BW             |
| Mühlenweg 24 52° 29′ 1″ N, 10° 4′ 28″ O          | Mühle                    | Die Bockwindmühle wurde 1705 erbaut. Ab dem Jahr 1982 wurde die Mühle saniert, dabei wurden die Segelgatterflügel im Jahre 1989 durch Jalousieflügel ersetzt. | 31161864 | Weitere Bilder |
| Steindamm 6 52° 29′ 0″ N, 10° 5′ 56″ O           | Speicher                 | Der eingeschossige Fachwerkspeicher wurde 1747 unter einem Satteldach errichtet. Ab 1935 wurde er als Standesamt, heute als Wohnhaus genutzt. | 31161983 | BW             |
| Steindamm 16 52° 29′ 4″ N, 10° 5′ 59″ O          | Wohn-/Wirtschaftsgebäude | Das Vierständer-Hallenhaus wurde 1797 unter einem Halbwalmdach errichtet. Das Gebäude wurde im 19. Jahrhundert mit einem Anbau und einem Wachwerkwohngebäude ergänzt. | 31162038 | BW             |

### Ehemalige Baudenkmale
| Lage                                            | Bezeichnung | Beschreibung | ID       | Bild |
| ----------------------------------------------- | ----------- | --- | -------- | ---- |
| Breitenkampstraße 3 52° 28′ 54″ N, 10° 5′ 40″ O | Wohnhaus    | Das Vierständer-Hallenhaus wurde 2000 wegen der Veränderungen aus dem Denkmalverzeichnis gestrichen.                        | 31161560 | BW   |
| Mittelstraße 4 52° 29′ 3″ N, 10° 5′ 51″ O       | Wohnhaus    | Das frühere Vierständer-Hallenhaus wurde 2019 mit Genehmigung abgebrochen und aus dem Denkmalverzeichnis gestrichen worden. | 31161847 | BW   |

## Katensen

### Gruppe: Hofanlage Im alten Dorf 5 / Alte Schule 4
Die Gruppe „Hofanlage Im alten Dorf 5 / Alte Schule 4“ umfasst eine große Hofstelle mit den Gebäuden aus dem 18. Jahrhundert. Die Gebäude werden von Wiesen und alten Bäumen gesäumt. Die Gruppe hat die ID 31078358.

| Lage                                       | Bezeichnung              | Beschreibung | ID       | Bild |
| ------------------------------------------ | ------------------------ | --- | -------- | ---- |
| Im Alten Dorf 5 52° 26′ 5″ N, 10° 10′ 4″ O | Wohn-/Wirtschaftsgebäude | Das Vierständer-Hallenhaus wurde 1769 unter einem Krüppelwalmdach errichtet.                                                                          | 31162055 | BW   |
| Alte Schule 4 A 52° 26′ 5″ N, 10° 10′ 2″ O | Scheune                  | Die Fachwerkscheune mit einer Doppel-Längsdurchfahrt wurde im 18. Jahrhundert unter einem Satteldach errichtet. Sie wurde zu einem Wohnhaus umgebaut. | 31162075 | BW   |

### Gruppe: Hofanlage Uetzer Kirchweg 6
Die Gruppe „Hofanlage Uetzer Kirchweg 6“ besteht aus einer Hofstelle des 20. Jahrhunderts. Sie hat die ID 31078369.

| Lage                                         | Bezeichnung | Beschreibung | ID       | Bild |
| -------------------------------------------- | ----------- | --- | -------- | ---- |
| Uetzer Kirchweg 6 52° 26′ 4″ N, 10° 10′ 9″ O | Wohnhaus    | Das zweigeschossige verputzte massive Gebäude unter einem Walmdach mit Schleppgauben wurde 1914 errichtet. IM Süden erfolgte ein Anbau. | 31162113 | BW   |
| Uetzer Kirchweg 6 52° 26′ 3″ N, 10° 10′ 8″ O | Scheune     | Die Scheune mit einer Doppel-Längsdurchfahrt aus dem Jahre 1930 wurde in Backstein unter einem Satteldach errichtet.                    | 31162131 | BW   |

## Obershagen

### Gruppe: Kirchenanlage Obershagen
Die Gruppe „Kirchenanlage Obershagen“ besteht aus dem Kirchhof mit der Kirche und dem Kriegerdenkmal. Die Gruppe hat die ID 31078379.

| Lage                                       | Bezeichnung    | Beschreibung | ID       | Bild           |
| ------------------------------------------ | -------------- | --- | -------- | -------------- |
| Hauptstraße 41 52° 29′ 53″ N, 10° 3′ 32″ O | Kirche         | Die evangelische St.-Nicolai-Kirche wurde als klassizistischer Saalbau 1843 nach den Plänen von Ludwig Hellner an der Stelle der früheren Kirche erbaut. Der Westturm von 1642 blieb erhalten. Eine Glocke datiert auf das 14. Jahrhundert. Die Orgel wurde 1894 gebaut. | 31162234 | Weitere Bilder |
| Hauptstraße 41 52° 29′ 53″ N, 10° 3′ 30″ O | Kirchhof       | Der Kirchhof ist als weite Rasenfläche seit 1935 aufgelassen. | 31162254 | Weitere Bilder |
| Hauptstraße 41 52° 29′ 52″ N, 10° 3′ 32″ O | Kriegerdenkmal | Die etwas gebogene Natursteinmauer wurde um 1920 angelegt und wird durch Stelen mit Reliefs begrenzt. In der Mitte ist ein Tatzenkreuz aufgesetzt. Die Tafeln zeigen die Namen der Gefallenen des Ersten und des Zweiten Weltkriegs.                                     | 31162272 | BW             |

### Gruppe: Hofanlage Hauptstraße 50/52
Die Gruppe „Hofanlage Hauptstraße 50/52“ wurde im 19. Jahrhundert angelegt und steht unter einem alten Baumbestand. Zu den Gebäuden führt durch eine Pforte eine alte Hofpflasterung. Die Gruppe hat die ID 31078390.

| Lage                                           | Bezeichnung              | Beschreibung                                                                                         | ID       | Bild |
| ---------------------------------------------- | ------------------------ | --- | -------- | ---- |
| Hauptstraße 52/52a 52° 29′ 50″ N, 10° 3′ 28″ O | Wohn-/Wirtschaftsgebäude | Das Vierständer-Hallenhaus wurde 1888 unter einem Krüppelwalmdach errichtet.                         | 31162309 | BW   |
| Hauptstraße 50 52° 29′ 51″ N, 10° 3′ 29″ O     | Wohnhaus                 | Das Querdielenhaus aus Fachwerk wurde um 1840 als Altenteiler unter einem Krüppelwalmdach errichtet. | 31162327 | BW   |
| Hauptstraße 52 52° 29′ 49″ N, 10° 3′ 29″ O     | Scheune                  | Die Fachwerkscheune wurde 2015 abgebrochen und aus dem Denkmalverzeichnis gestrichen.                | 31162345 | BW   |

### Einzelbaudenkmale
| Lage                                       | Bezeichnung              | Beschreibung | ID       | Bild |
| ------------------------------------------ | ------------------------ | --- | -------- | ---- |
| Hauptstraße 8 52° 30′ 7″ N, 10° 3′ 27″ O   | Backhaus                 | Der Fachwerkspeicher wurde im 18. Jahrhundert unter einem Satteldach errichtet.                                                           | 31162149 | BW   |
| Hauptstraße 12 52° 30′ 6″ N, 10° 3′ 25″ O  | Wohn-/Wirtschaftsgebäude | Das Zweiständer-Hallenhaus wurde 1619 unter einem Krüppelwalmdach errichtet.                                                              | 31162166 | BW   |
| Hauptstraße 18 52° 30′ 2″ N, 10° 3′ 25″ O  | Backhaus                 | Das Fachwerkgebäude wurde 1745 unter einem Satteldach errichtet.                                                                          | 31162183 | BW   |
| Hauptstraße 22 52° 30′ 0″ N, 10° 3′ 25″ O  | Scheune                  | Die Fachwerkscheune mit Längsdurchfahrt wurde im 18. Jahrhundert unter einem Satteldach errichtet.                                        | 31162200 | BW   |
| Hauptstraße 42 52° 29′ 53″ N, 10° 3′ 28″ O | Backhaus                 | Das Fachwerkgebäude wurde Mitte des 18. Jahrhunderts unter einem Satteldach errichtet.                                                    | 31162292 | BW   |
| Hauptstraße 69 52° 29′ 40″ N, 10° 3′ 33″ O | Scheune                  | 1853 wurde die Fachwerkscheune unter einem Krüppelwalmdach errichtet. Sie ist heute zu einem Wohngebäude umgebaut.                        | 31162363 | BW   |
| Hauptstraße 69 52° 29′ 40″ N, 10° 3′ 33″ O | Speicher                 | Der eingeschossige Fachwerkspeicher wurde im 18. Jahrhundert unter einem Satteldach errichtet. Im Osten befindet sich ein späterer Anbau. | 31162380 | BW   |
| Hauptstraße 70 52° 29′ 41″ N, 10° 3′ 30″ O | Wohn-/Wirtschaftsgebäude | Das Zweiständer-Hallenhaus wurde im 17. Jahrhundert unter einem Krüppelwalmdach errichtet.                                                | 31162397 | BW   |
| Hauptstraße 76 52° 29′ 41″ N, 10° 3′ 29″ O | Wohn-/Wirtschaftsgebäude | Das Vierständer-Hallenhaus mit Zwerchhaus wurde 1797 unter einem Krüppelwalmdach errichtet.                                               | 31162414 | BW   |

### Ehemalige Baudenkmale
| Lage                                       | Bezeichnung | Beschreibung                                                                                                 | ID       | Bild |
| ------------------------------------------ | ----------- | --- | -------- | ---- |
| Hauptstraße 34 52° 29′ 56″ N, 10° 3′ 26″ O | Backhaus    | Das Fachwerkgebäude unter einem Satteldach wurde 2015 abgebrochen und aus dem Denkmalverzeichnis gestrichen. | 31162217 | BW   |

## Schwüblingsen

### Einzelbaudenkmale
| Lage                                          | Bezeichnung    | Beschreibung | ID       | Bild           |
| --------------------------------------------- | -------------- | --- | -------- | -------------- |
| An der Kapelle 6 52° 24′ 41″ N, 10° 8′ 13″ O  | Kapelle        | Die evangelisch-lutherische Christuskirche wurde um 1700 als Saalkirche in Fachwerk unter einem Satteldach mit aufsitzendem Glockenturm errichtet. 1961 wurde das Gebäude erweitert. Die Kanzel ist von 1711. Der Flügelaltar datiert auf das 16. Jahrhundert.                                                                           | 31162431 | Weitere Bilder |
| Beerbuschstraße 3 52° 24′ 40″ N, 10° 8′ 3″ O  | Schule         | Das eingeschossige Fachwerkgebäude wurde 1904 auf einem Backsteinsockel und unter einem Satteldach errichtet. | 31162448 | BW             |
| Meierhofstraße 3A 52° 24′ 44″ N, 10° 8′ 16″ O | Wohnhaus       | Das zweigeschossige Fachwerkgebäude wurde im 18. Jahrhundert als Altenteiler unter einem Krüppelwalmdach errichtet. | 31162465 | BW             |
| Meierhofstraße 9 52° 24′ 45″ N, 10° 8′ 25″ O  | Wohnhaus       | Das zweigeschossige Fachwerkgebäude wurde im 19. Jahrhundert unter einem Krüppelwalmdach errichtet. | 31162482 | BW             |
| Zum Feuermoor 52° 24′ 40″ N, 10° 7′ 57″ O     | Kriegerdenkmal | Das Kriegerdenkmal zeigt fünf Pfeiler aus Naturstein, die um 1920 errichtet wurden. Der mittlere Pfeiler ragt nach oben über die übrigen vier. Das Gelände ist dreiseitig mit einer flachen Mauer eingefriedet. Nach dem Zweiten Weltkrieg wurden um 1950 auf den kleineren Stelen Tafeln mit den Gefallenen des Weltkrieges angebracht. | 31162499 | BW             |

## Uetze

### Gruppe: Amme-Mühle
Die Gruppe „Amme-Mühle“ umfasst die Mühlenanlage, die ursprünglich schon im 16. Jahrhundert nachgewiesen war, und die umgebende Bebauung. Die Mühle wurde Ende des 19. Jahrhunderts von der Familie Amme erworben und als Säge- und Getreidemühle betrieben. Die Gruppe hat die ID 31079141.

| Lage                                            | Bezeichnung | Beschreibung | ID       | Bild |
| ----------------------------------------------- | ----------- | --- | -------- | ---- |
| Kaiserstraße 32 52° 28′ 2″ N, 10° 12′ 36″ O     | Brücke      | 1909 wurde die schmale Gewölbebrücke über die Fuhse mit einem eisernen Geländer errichtet. | 31163665 | BW   |
| Kaiserstraße 32 52° 28′ 1″ N, 10° 12′ 38″ O     | Villa       | Das eingeschossige massive Wohngebäude mit Zierfachwerk im Obergeschoss, mehreren Zwerchhäusern und einem Eckturm mit Kuppel steht unter einem Giebelmansarddach. | 31162516 | BW   |
| An der Stauwiese 2 52° 27′ 59″ N, 10° 12′ 36″ O | Wohnhaus    | Das zweigeschossige Fachwerkgebäude wurde um 1613 unter einem Halbwalmdach für den Amtssitz des Uetzer Vogts erbaut (daher auch Altes Vogtshaus). Das Gebäude wurde später als Wohnhaus der Mühle genutzt. 1920 erworben wurde das Gebäude 1924 für Arbeiterwohnungen erweitert.                       | 31162534 | BW   |
| An der Stauwiese 3 52° 27′ 56″ N, 10° 12′ 40″ O | Mühle       | Die Wassermühle wurde als drei- bis viergeschossiges Backstein- und Fachwerkgebäude 1863 unter einem Satteldach errichtet. Das Gebäude wurde 1880 um ein Geschoss aufgestockt. Um 1900 wurde ein Silo angebaut. Die gepflasterte Zuwegung ist erhalten. Das Gebäude ist heute zu Wohnzwecken umgebaut. | 31160821 | BW   |
| An der Stauwiese 3 52° 27′ 55″ N, 10° 12′ 40″ O | Stauanlage  | Die Stauanlage mit Wehr und Turbinen wurde im 19. Jahrhundert errichtet. | 31163501 | BW   |
| An der Stauwiese 4 52° 27′ 55″ N, 10° 12′ 42″ O | Wohnhaus    | Das Wohnhaus der Mühleninhaber Amme wurde 1910 als eingeschossiges Fachwerkgebäude mit Zwerchhäusern unter einem Krüppelwalmdach errichtet. | 31162554 | BW   |

### Gruppe: Ehemalige Gutsarbeiterhäuser Irrgarten 35/35A
Die Gruppe „Ehemalige Gutsarbeiterhäuser Irrgarten 35/35A“ besteht aus den Arbeiterhäusern, die vormals zum Junkernhof gehörten. Die Gruppe hat die ID 31078401.

| Lage                                         | Bezeichnung  | Beschreibung                                                                                      | ID       | Bild |
| -------------------------------------------- | ------------ | ------------------------------------------------------------------------------------------------- | -------- | ---- |
| Irrgarten 35/35B 52° 28′ 7″ N, 10° 12′ 36″ O | Wohnhaus     | Das eingeschossige Fachwerkgebäude mit Zwerchhäusern wurde 1879 unter einem Satteldach errichtet. | 31162642 | BW   |
| Irrgarten 35a 52° 28′ 7″ N, 10° 12′ 38″ O    | Nebengebäude | Das Fachwerkgebäude steht unter einem Satteldach.                                                 | 40661609 | BW   |
| Irrgarten 35a 52° 28′ 6″ N, 10° 12′ 38″ O    | Wohnhaus     | Das eingeschossige Fachwerkgebäude wurde 1749 unter einem Satteldach errichtet und 1879 umgebaut. | 31162664 | BW   |

### Gruppe: Junkernhof
Die Gruppe „Junkernhof“ umfasst das alte Rittergut mit dem Herrenhaus und den beiden Wirtschaftsgebäuden sowie der früheren Parkanlagen. Die Gruppe hat die ID 31078433.

| Lage                                                | Bezeichnung | Beschreibung | ID       | Bild |
| --------------------------------------------------- | ----------- | --- | -------- | ---- |
| Pestalozzistraße 22 52° 28′ 4″ N, 10° 12′ 32″ O     | Herrenhaus  | Das Herrenhaus der Herren von Uetze wird als Junkernhof bezeichnet und wurde 1634 als zweigeschossiges dreiflügeliges Gebäude unter einem Satteldach errichtet. 1750 erfolgte ein Umbau. Von 1990 bis 2000 wurde das Gebäude zu Wohnzwecken umgebaut. | 31162994 |      |
| Pestalozzistraße 22 52° 28′ 3″ N, 10° 12′ 33″ O     | Wohnhaus    | Das Fachwerkgebäude wurde 1722 als Kutscherhaus unter einem Krüppelwalmdach errichtet. Mit der Sanierung 1997 erfolgte ein Umbau in Wohnungen. | 49762702 | BW   |
| Pestalozzistraße 22 C-E 52° 28′ 4″ N, 10° 12′ 33″ O | Scheune     | Die Fachwerkscheune wurde 1750 unter einem Krüppelwalmdach errichtet. 1990 bis 2000 wurden Wohnungen eingebaut. | 49762410 | BW   |

### Gruppe: „Gasthof ‚Zum Neuen Garten‘“
Die Gruppe „Gasthof ‚Zum Neuen Garten‘“ besteht aus der historischen Gaststätte, dem Kutscherhaus mit Remise und den umgebenden alten Baumbestand. Die Gruppe hat die ID 31078454.

| Lage                                        | Bezeichnung  | Beschreibung | ID       | Bild |
| ------------------------------------------- | ------------ | --- | -------- | ---- |
| Kaiserstraße 37 52° 28′ 2″ N, 10° 12′ 34″ O | Gasthof      | Das zweigeschossige Fachwerkgebäude auf einem L-Grundriss mit vorkragendem Obergeschoss unter einem Satteldach wurde 1624 zunächst als Wohnhaus des Uetzer Vogts errichtet. Die Gastwirtschaft ist aber bereits seit 1630 nachgewiesen. | 31162716 | BW   |
| Kaiserstraße 37 52° 28′ 1″ N, 10° 12′ 33″ O | Kutscherhaus | Das eingeschossige Fachwerkgebäude um 1910 mit Remise unter einem Walmdach errichtet. | 31162736 | BW   |

### Gruppe: „Kirchviertel Uetze“
Die Gruppe „Kirchviertel Uetze“ besteht aus dem Kirchhof mit der Johannes-der-Täufer-Kirche und der umgebenden Bebauung. Die Gruppe hat die ID 31078411.

| Lage                                       | Bezeichnung | Beschreibung | ID       | Bild           |
| ------------------------------------------ | ----------- | --- | -------- | -------------- |
| Kirchstraße 5 52° 27′ 54″ N, 10° 12′ 17″ O | Kirche      | Nach einem Brand im Jahre 1863 wurde die evangelisch-lutherische Johannes-der-Täufer-Kirche nach einem Entwurf von Conrad Wilhelm Hase wiederaufgebaut, dabei wurden die Wände in den Wiederaufbau einbezogen. Im Inneren befindet sich eine Orgel aus dem Jahre 1868, erbaut von Heinrich Schaper. | 31162776 | Weitere Bilder |
| Kirchstraße 5 52° 27′ 53″ N, 10° 12′ 17″ O | Kirchhof    | Der aufgelassene und mit einer Backsteinmauer eingefasste Kirchhof umgibt die Kirche mit einer großen Rasenfläche und einem alten Baumbestand. | 31162797 | BW             |
| Kirchstraße 5 52° 27′ 53″ N, 10° 12′ 17″ O | Denkmal     | Das Denkmal vor der Kirche scheint transloziert worden zu sein. | 31162756 | BW             |
| Kirchstraße 5 52° 27′ 53″ N, 10° 12′ 18″ O | Gedenkstein | 1913 wurde der Findling zur Erinnerung an den Brand von 1863 aufgestellt und mit zwei Inschriftentafeln versehen. | 31162815 | BW             |
| Kirchstraße 7 52° 27′ 54″ N, 10° 12′ 20″ O | Wohnhaus    | Das zweigeschossige Backsteingebäude unter einem Satteldach wurde 1866 als Pfarrhaus nach dem Entwurf von Conrad Wilhelm Hase errichtet. | 31162833 | BW             |
| Kirchstraße 8 52° 27′ 53″ N, 10° 12′ 19″ O | Wohnhaus    | Das eingeschossige Backsteingebäude unter einem Satteldach wurde 1866 als Küsterhaus nach dem Entwurf von Conrad Wilhelm Hase errichtet. | 31162851 | BW             |

### Gruppe: „Ehemalige Dorf- und Volksschule Uetze“
Die Gruppe „Ehemalige Dorf- und Volksschule Uetze“ besteht aus den Schulgebäuden, die zum Ende des 19. und zu Anfang des 20. Jahrhunderts erbaut und durch den Schulhof verbunden sind. Die Gruppe hat die ID 31078881.

| Lage                                           | Bezeichnung | Beschreibung | ID       | Bild |
| ---------------------------------------------- | ----------- | --- | -------- | ---- |
| Nordmannstraße 14 52° 27′ 48″ N, 10° 12′ 26″ O | Schule      | Das zweigeschossige Backsteingebäude wurde von 1904 bis 1907 unter einem Satteldach errichtet. Bis 2015 Stötzner-Schule, Förderschule mit dem Schwerpunkt Lernen. 2018: Leerstand. | 31162939 | BW   |
| Schulstraße 2 52° 27′ 47″ N, 10° 12′ 28″ O     | Schule      | Das eingeschossige Fachwerkgebäude mit Zwerchhaus auf der Ostseite wurde 1882 unter einem Satteldach errichtet.                                                                    | 31163379 | BW   |

### Gruppe: Alter Friedhof Uetze
Die Gruppe „Alter Friedhof Uetze“ besteht aus dem Alten Friedhof mit der Raseneinfassung, den Gräbern aus der Zeit um 1900 und den Kriegerdenkmalen. Die Gruppe hat die ID 31078422.

| Lage                                            | Bezeichnung    | Beschreibung | ID       | Bild |
| ----------------------------------------------- | -------------- | --- | -------- | ---- |
| Nordmannstraße 2 A 52° 27′ 48″ N, 10° 12′ 13″ O | Friedhof       | Der Alte Friedhof, der mit seinen Rasenflächen und dem Baumbestand zu einer Parkanlage umgestaltet ist, wurde 1826 angelegt. Das Gräberfeld mit profilierten Grabeinfassungen aus der Zeit um 1900 ist erhalten. | 31162901 | BW   |
| Nordmannstraße 2 A 52° 27′ 49″ N, 10° 12′ 15″ O | Kriegerdenkmal | Als Kriegerdenkmal zur Erinnerung an die Gefallenen der Kriege von 1870/1871, 1914–1918 und 1939–1945 wurde ein Obelisk mit einem aufgesetzten Tatzenkreuz ruhend auf einem Sandsteinpodest (1870/1871), ein Löwe auf einem quaderförmigen Podest mit Tatzenkreuze links und rechts (1914–1918) und drei ineinander ragende Steinkreuze (1939–1945) aufgestellt. | 31162919 | BW   |

### Gruppe: „Hofanlagen Wackerwinkel 1/3“
Die Gruppe „Hofanlagen Wackerwinkel 1/3“ besteht aus zwei Hofstellen, die zwischen dem 16. und 19. Jahrhundert angelegt wurden. Beide zeichnen sich durch einen alten Baumbestand aus. Die Gruppe hat die ID 31078443.

| Lage                                        | Bezeichnung              | Beschreibung | ID       | Bild |
| ------------------------------------------- | ------------------------ | --- | -------- | ---- |
| Wackerwinkel 1 52° 26′ 55″ N, 10° 14′ 15″ O | Wohnhaus                 | Das zweigeschossige Fachwerkgebäude unter einem Walmdach wurde um 1880 errichtet. 1920 wurde ein Zwerchhaus eingefügt. | 31163071 | BW   |
| Wackerwinkel 1 52° 26′ 54″ N, 10° 14′ 16″ O | Wohn-/Wirtschaftsgebäude | 1859 wurde das Vierständer-Hallenhaus als Altenteiler unter einem Krüppelwalmdach errichtet. Der Wohnteil ist zweigeschossig. | 31163046 | BW   |
| Wackerwinkel 3 52° 26′ 55″ N, 10° 14′ 16″ O | Remise/Wagenschauer      | Das eingeschossige Fachwerkgebäude steht unter einem Satteldach. | 31163316 | BW   |
| Wackerwinkel 3 52° 26′ 56″ N, 10° 14′ 17″ O | Wohn-/Wirtschaftsgebäude | Das Zweiständer-Hallenhaus mit Zwerchhaus und zweigeschossigem Wohnteil wurde um 1850 unter einem Krüppelwalmdach errichtet. | 31163268 |      |
| Wackerwinkel 3 52° 26′ 56″ N, 10° 14′ 19″ O | Stall                    | Der eingeschossige Fachwerkstall mit Backsteinausfachungen wurde Mitte des 19. Jahrhunderts unter einem Satteldach errichtet. | 31163339 | BW   |
| Wackerwinkel 3 52° 26′ 56″ N, 10° 14′ 20″ O | Speicher                 | Der zweigeschossige Fachwerkspeicher von 1720 steht unter einem Satteldach und wird heute zu Wohnzwecken genutzt. | 31163243 | BW   |
| Wackerwinkel 3 52° 26′ 56″ N, 10° 14′ 20″ O | Wohn-/Wirtschaftsgebäude | Das Zweiständer-Hallenhaus wurde ursprünglich 1596 unter einem Krüppelwalmdach errichtet. Der Wohngiebel kragt vor. Der Wirtschaftsteil wurde 1733 verlängert. 1805 wurde der Wohnteil verändert. Eine Sanierung erfolgte 1990 bis 1996 | 31163216 | BW   |
| Wackerwinkel 3 52° 26′ 55″ N, 10° 14′ 18″ O | Scheune                  | Die Fachwerkscheune mit zwei Quereinfahrten und abgeschleppten Vorschauer wurde im 19. Jahrhundert unter einem Satteldach errichtet. | 31163293 | BW   |

### Einzelbaudenkmale
| Lage                                             | Bezeichnung              | Beschreibung | ID       | Bild |
| ------------------------------------------------ | ------------------------ | --- | -------- | ---- |
| Benrode 2 52° 27′ 54″ N, 10° 14′ 29″ O           | Wohn-/Wirtschaftsgebäude | /Das Vierständer-Hallenhaus mit zweigeschossigem Wohnteil wurde um 1855 unter einem Krüppelwalmdach errichtet. | 31162574 | BW   |
| Benrode 3 52° 27′ 53″ N, 10° 14′ 41″ O           | Wohn-/Wirtschaftsgebäude | Das Vierständer-Hallenhaus mit zweigeschossigem Wohnteil wurde um 1855 unter einem Krüppelwalmdach errichtet. | 31162591 | BW   |
| Benrode 3 52° 27′ 52″ N, 10° 14′ 38″ O           | Speicher                 | Der zweigeschossige Fachwerkspeicher wurde 1705 unter einem Satteldach errichtet. | 31162608 | BW   |
| Gifhorner Straße 12 52° 28′ 7″ N, 10° 12′ 48″ O  | Wohn-/Wirtschaftsgebäude | Das Vierständer-Hallenhaus wurde 1788 unter einem Krüppelwalmdach errichtet. | 31162625 | BW   |
| Kaiserstraße 22 52° 27′ 57″ N, 10° 12′ 22″ O     | Wohnhaus                 | Das zweigeschossige Fachwerkgebäude wurde 1850 unter einem Walmdach errichtet. | 31162682 | BW   |
| Kaiserstraße 30 52° 27′ 59″ N, 10° 12′ 32″ O     | Wohn-/Wirtschaftsgebäude | Das Vierständer-Hallenhaus wurde 1863 unter einem Krüppelwalmdach errichtet- | 31162699 | BW   |
| Kötjemühle 1 52° 28′ 3″ N, 10° 10′ 21″ O         | Wohn-/Wirtschaftsgebäude | Das Vierständer-Hallenhaus wurde nach 1817 unter einem Halbwalmdach errichtet. Es gehörte ursprünglich zur 1999 abgerissenen Kötjemühle. Ein Stallanbau mit Quereinfahrt wurde später hinzugefügt.                                                                              | 31162868 | BW   |
| Marktstraße 7 52° 28′ 1″ N, 10° 12′ 15″ O        | Wohn-/Wirtschaftsgebäude | Das Vierständer-Hallenhaus wurde 1783 unter einem Halbwalmdach errichtet. | 31162884 | BW   |
| Nordmannstraße 15 52° 27′ 49″ N, 10° 12′ 20″ O   | Feuerwache               | Feuerwehrgerätehaus und Schlauchturm mit Storchennest, der ein Wahrzeichen in Uetze ist. Der Turm wurde 1931 in Stein erbaut, nachdem der Vorgängerturm als Holzbauwerk bei einem Sturm 1930 zerstört wurde. Bis 1952 diente ein Raum im Erdgeschoss des Turms als Arrestzelle. | 31162957 |      |
| Pestalozzistraße 23 52° 28′ 8″ N, 10° 12′ 30″ O  | Wohnhaus                 | Das Fachwerkgebäude wurde im 17. Jahrhundert unter einem Halbwalmdach errichtet. | 31163012 | BW   |
| Schünebuschstraße 9 52° 27′ 54″ N, 10° 12′ 41″ O | Wohn-/Wirtschaftsgebäude | Das Zweiständer-Hallenhaus wurde 1783 unter einem Krüppelwalmdach errichtet und später hierher transloziert. | 31163029 | BW   |

### Ehemalige Baudenkmale
| Lage                                           | Bezeichnung           | Beschreibung | ID       | Bild |
| ---------------------------------------------- | --------------------- | --- | -------- | ---- |
| Nordmannstraße 17 52° 27′ 49″ N, 10° 12′ 21″ O | Zweiständerhallenhaus | Das Vierständer-Hallenhaus wurde um 1800 errichtet und 1908 umgebaut. Das Gebäude wurde 2006 abgebrochen und aus dem Denkmalverzeichnis gestrichen. | 31162974 | BW   |
| Winkelstraße (9) 52° 27′ 59″ N, 10° 12′ 14″ O  | Speicher              | Der zweigeschossige Fachwerkspeicher stand unter einem Satteldach. Das Gebäude wurde 2013 abgebrochen und aus dem Denkmalverzeichnis gestrichen.    | 31163362 | BW   |